# Franklin Gothic

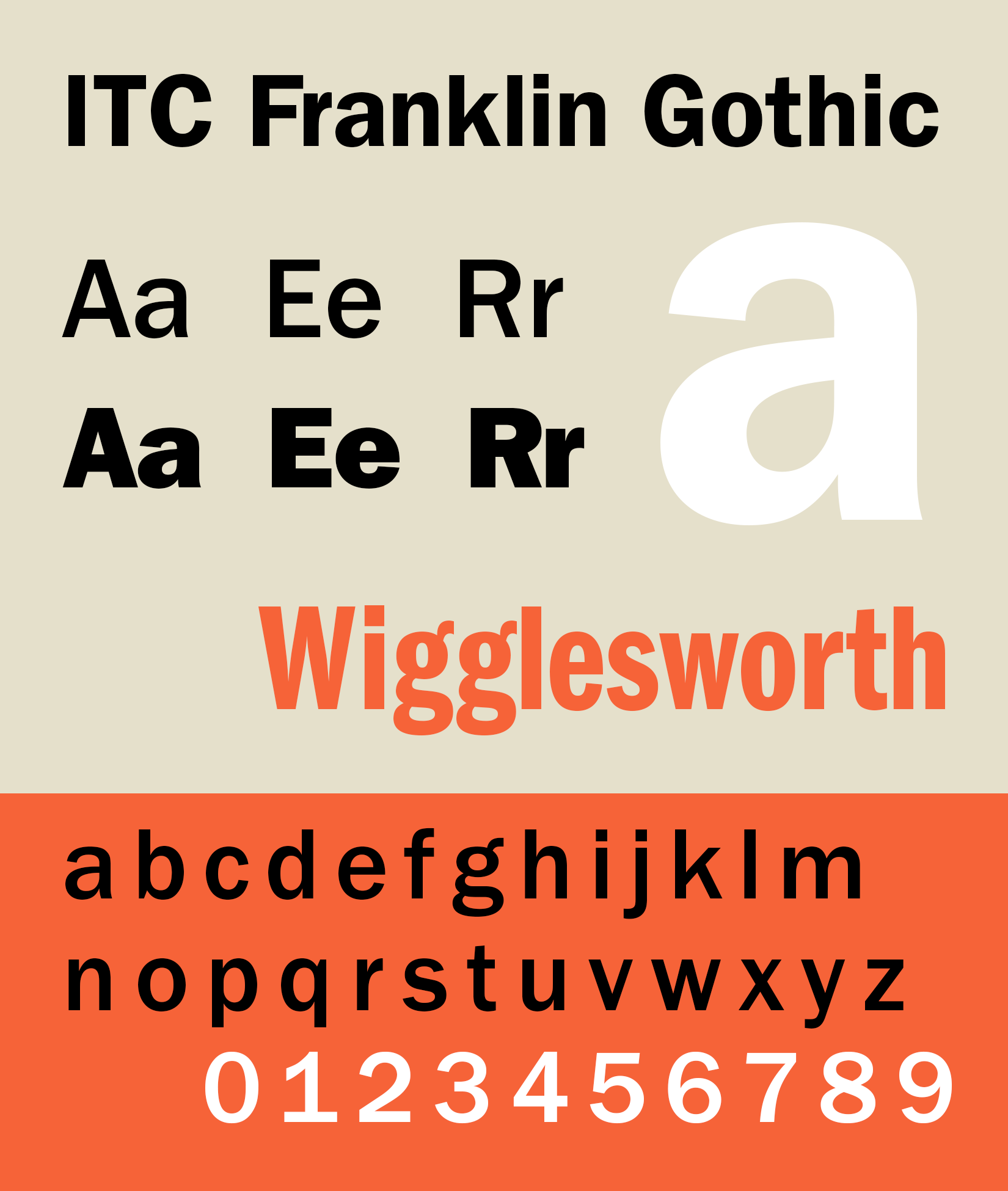
Franklin Gothic

Franklin Gothic是一種常見的西文無襯線字型，由Morris Fuller Benton於1912年創造。字型名稱中的Franklin是為了紀念美國國父之一的通才–班傑明·富蘭克林（Benjamin Franklin）。
Franklin Gothic本身就有比較重的字重，即筆劃線條較粗。